# Pietro di Sebaste
Pietro di Sebaste (Cesarea in Cappadocia, 340 – Sebaste, 26 marzo 391) è stato un vescovo e santo greco antico, vescovo di Sebaste, (odierna Sivas) in Armenia; è venerato come santo dalla chiesa cattolica e da quella ortodossa.

## Agiografia
Nacque a Cesarea in Cappadocia; il padre Basilio il vecchio, la madre Emmelia, la nonna Macrina l'Anziana, i fratelli Macrina la Giovane, Basilio Magno e Gregorio di Nissa, sono tutti considerati santi.
Il padre Basilio morì quando Pietro era ancora lattante, e si prese cura di lui la sorella Macrina che era la sorella più grande. Quando crebbe Pietro volle entrare nel monastero che era stato fondato, nei pressi del fiume Iris, dalla madre e di cui era abate il fratello Basilio. Quando questi nel 362 lasciò il convento perché eletto vescovo di Cesarea in Cappadocia, prese la direzione del convento. Nel 370 fu da lui ordinato sacerdote. Nella regione vi fu una grande carestia e torme di poveri affamati si rivolsero ogni giorno al convento per essere sfamati. Pietro fu caritatevole con tutti.
Nel 379 i fratelli Basilio e Macrina morirono, nel 380 Pietro fu chiamato alla cattedra vescovile di Sebastea (Sivas), che diresse con grande prudenza. Pur non essendo molto colto, egli seppe sempre regolarsi con saggezza nelle questioni teologiche e nel combattere l'arianesimo. 
Nel 381 partecipò al Primo concilio di Costantinopoli.
Nel 391 morì. Dei suoi scritti oggi rimane solo una lettera inviata al fratello Gregorio per incitarlo a portare a termine il suo Trattato contro Eunomio.

## Culto
Il Martirologio romano fissa la memoria liturgica il 26 marzo.